# Doolin

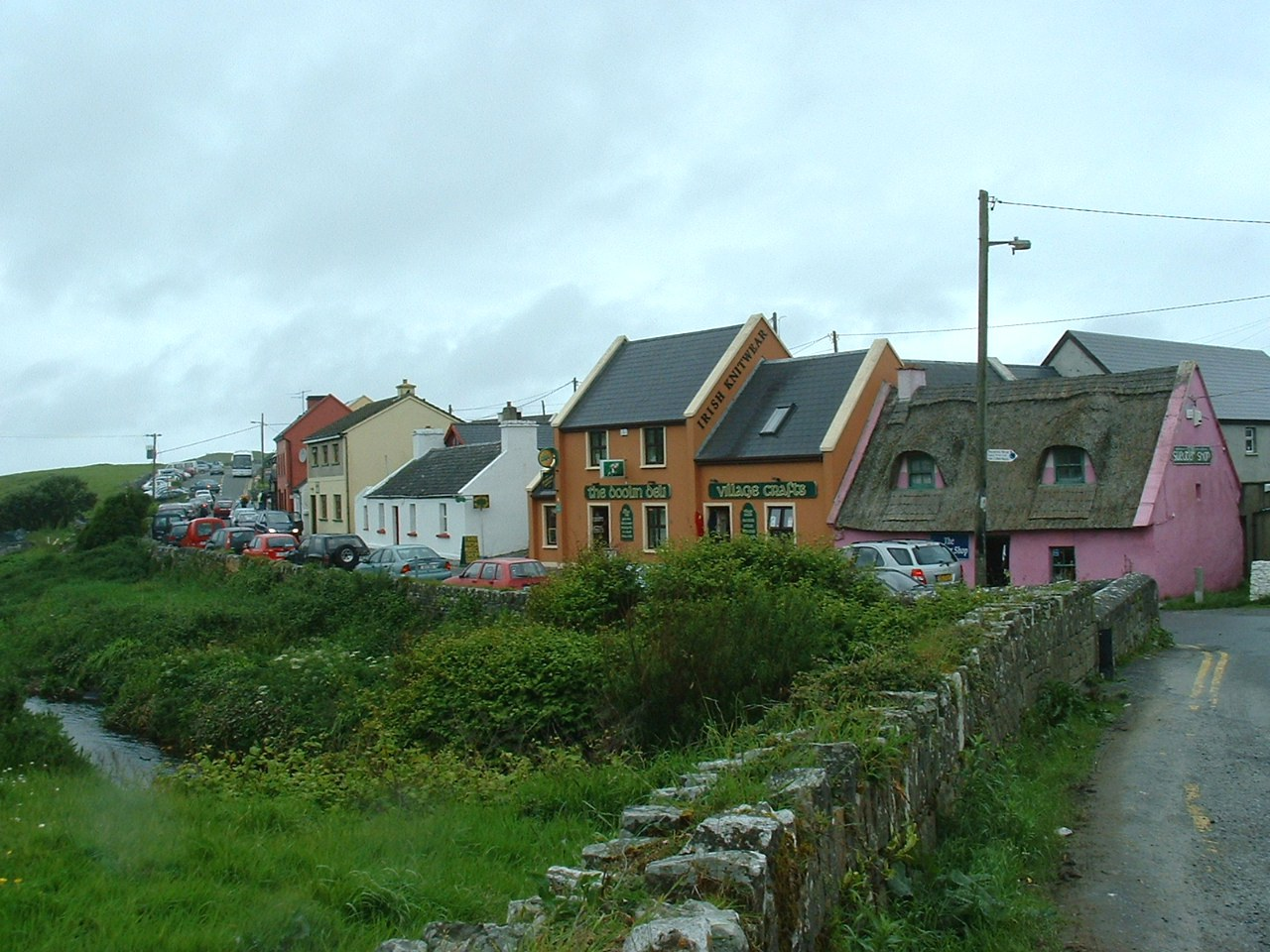
Fisherstreet i Doolin.

Doolin (iriska: Dúlainn) är en kuststad i grevskapet Clare på Irland vid Atlantens kust. Doolin gränsar till spastaden Lisdoonvarna. Staden är känd för sin centrala roll för irländsk folkmusik vilket har givit staden många turister. Det finns även många arkeologiska platser runt Doolin, några är från järnåldern och tidigare. Doonagore Castle och Ballinalacken Castle finns även de i närheten.
Doolin är en av de tre ställen som har färjor över till Aranöarna (Galway och Rosseveal är de andra). Öarna är även synliga ifrån staden. Doolin ligger nära Cliffs of Moher, och en busservice från Limerick/Ennis stannar både vid klipporna och inne i Doolin på väg in till Galway.
Orten är delad i två delar, den norra delen Roadford har två pubar, en restaurang, några hotell, ett kafé, B&Bs och en campingplats. Den södra delen Fisher Street har en O'Connorspub, ett vandrarhem, affärer, restauranger med mera.
Floden Aille rinner igenom kullarna vid The Burren ner igenom Doolin för att möta havet. Den lilla ön Crab Island ligger nära hamnen.